# Nobel-Popel
Nobel-Popel ist ein Kindermusiktheater aus Berlin.

## Geschichte

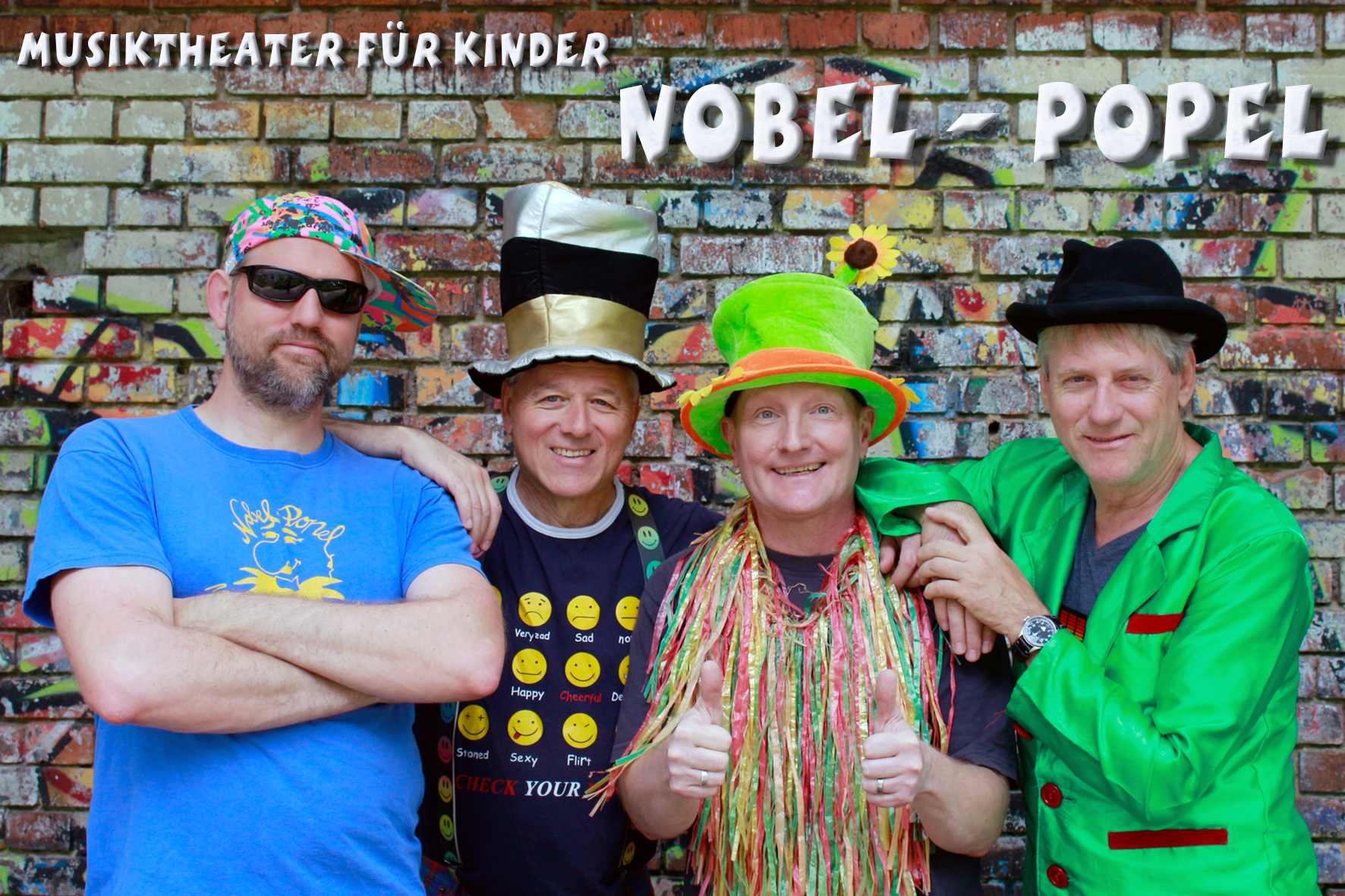

Am Ursprung in den 1980er Jahren stand die jährliche Kindermusiktheateraufführung einer Tanzmusikband. Die hatte so viel Zuspruch, dass ein professionelles Projekt daraus wurde. Das Musiktheater für Kinder namens „Nobel-Popel“ wurde 1990 in Bernau bei Berlin von Petra Metzdorf, Gerlind Graßmann, Micha Ritter, Uwe Müller und Olaf Müller gegründet. Uwe Müller ist der Texter des Teams, Ritter war bis 2007 für die Musik verantwortlich. Die erste feste Spielstätte war sieben Jahre lang der „Franz-Club“ im Kiez Prenzlauer Berg bis zu dessen Schließung im Jahre 1997. Stammhaus ist seitdem die Wabe in Berlin. Als mobiles Theater tritt die Gruppe aber mit Gastspielen in ganz Deutschland auf.
Im Jahr 2004 verließ Gerlind Graßmann, 2006 Micha Ritter das Team. Seitdem gehörten David und Roman Müller fest zur Gruppe. Zur gegenwärtigen Stammbesetzung (2018) zählen Uwe, David und Olaf Müller sowie Jörn-André Delatowski. Sie werden durch wechselnde Gastschauspieler unterstützt. Nobel-Popel kooperiert eng mit dem Kinderballett TanzZwiEt.
Zielgruppe sind ausnahmslos Kinder. Der Stil der Musiktheateraufführungen variiert zwischen edukativen und unterhaltenden Inhalten. Stücke fremder Autoren und Inszenierungen werden nach eigenen Drehbüchern aufgeführt.
Seit der Gründung wurden 16 Theaterstücke geschrieben und über 150 eigene Lieder komponiert sowie 7 CDs beim Brandenburger Indie-Label HörIck veröffentlicht.

## Diskografie
- Wunderkunterbunte Tage (2012)
- Ein Ticket für den Märchenwald (2011)
- Rumsdiddibumbumbambam (2009)
- Habt ihr heute schon geschnullebatzt? (2009)
- Eine riesengroße Überraschung (2005)
- Die Schwefelholzgeschichte (2001)
- Eine Weihnachtsgeschichte (1999)